# Шрифт Брайля на эсперанто
Шрифт Брайля на эсперанто — шрифт Брайля алфавита эсперанто. Рельефно-точечный тактильный шрифт Брайля на языке эсперанто предназначен для письма и чтения незрячими и слабовидящими людьми. С 1920 года издается журнал «Aŭroro» на шрифте Брайля, с 1904 года издается аналогичный журнал Esperanta Ligilo.

## Алфавит
В базовой системе алфавита Брайля используется печать букв с диакритическими знаками. Диакритический знак циркумфлекс отмечен добавлением точки 6 (внизу справа) на основание письма: Ĉ ĉ, Ĝ ĝ, Ĥ ĥ, Ĵ ĵ, Ŝ ŝ. Поэтому буква ĵ  имеет такую же форму, как неиспользованное французско/английское письмо Брайля⠺ w написано a w с иностранным именем, точка 3 добавила:⠾ w (см. следующий раздел). Буква эсперанто ŭ производится путём отражения от U, так, чтобы точка 1 точка становится 4: ⠬ ŭ.
Алфавит на языке Брайля выглядит следующим образом:
| · a | · b | · c | · ĉ | · d | · e | · f |
| · g | · ĝ | · h | · ĥ | · i | · j | · ĵ |
| · k | · l | · m | · n | · o | · p | · r |
| · s | · ŝ | · t | · u | · ŭ | · v | · z |

Шрифт Брайля находит ограниченное применение.

### Транскрибирование иностранных букв
Помимо основы — латинских иностранных букв q, w, x, y, в шрифте есть выделенные буквы для гласных, которые встречаются в печати Германии, ä, ö, ü:
| · Q | · W | · X | · Y | · ä | · Ö | · ü |

Дополнительные буквы с диакритическими знаками в других языках обрабатываются отдельными клетками для диакритических знаков. Они не имеют однозначного соответствия с печатью:
| · ◌ · (и ő, ű · от ö, ü) | · ◌, ◌ | · ◌ | · ◌, ◌ | · ◌, ◌ | · ◌, ◌ | · ◌, ◌, ◌, ◌ | · ◌, ◌, и т. д. |

Эти условные обозначения иностранных имен адаптированы к эсперанто Брайля. Текст в другом шрифте алфавита Брайля алфавита обозначается кодом ⠐⠂.

## Знаки препинания
Единые пунктуационные
| · (space)                   | · , | · ' (abbr.) | · . | · ? | · ! | ⠆ (braille pattern dots-23) | · : |
| ⠔ (braille pattern dots-35) | · / | · …         | · … | · … | · - | · —                         | · — |

Апостроф и точечная аббревиатура транскрибируются ⠄.
Парные знаки препинания
| · (outer quotes) | · (inner quotes) |
| · (…)            | · [ … ]          |

Кавычки в печати в эсперанто чрезвычайно изменчивы. Но это неактуально для печати шрифтом Брайля.

## Цифры
Апостроф/аббревиатура точки ⠄ используются для группировки цифр в числах, как и запятая в английском языке. В печатном и брайлевском эсперанто, запятая используется в качестве десятичного знака, например:
Печатать на английском 100,000.00
= печать на эсперанто 100 000,00
= Брайля ⠼⠁⠚⠚⠄⠚⠚⠚⠂⠚⠚.

## Форматирование
Заглавные буквы отмечаются лишь для имен собственных. Они не используются в начале предложения.
| · (digit)                     | · (caps)                      | · (emph.)                     | · (span emphasis)        | · (span emphasis)        | · (span emphasis)        |
| · (alternative span emphasis) | · (alternative span emphasis) | · (alternative span emphasis) | · (foreign braille text) | · (foreign braille text) | · (foreign braille text) |

Для акцентирования (жирный текст или курсив), ⠸ используется для обозначения каждого из одного-трех слов. Для подчеркнутого текста есть два формата: либо двоеточие предшествует простому подчеркнутому знаку, ⠒⠸, дополнительный знак ⠸ помещается перед последним подчеркнутым словом, или знак ⠠⠄ ставится перед и после выделенного текста.